# 洪淇
洪淇（Dory Hong，1990年02月20日—）阿美族。曾為MOMO親子台第一代糖果姐姐。後因2020拍攝台視生生世世林靜惠一角，而逐漸備受矚目的新生代女演員。

## 演出作品

### 電視劇
| 年份   | 頻道       | 劇名                  | 飾演         |
| ------ | ---------- | --------------------- | ------------ |
| 2018年 | 大愛電視台 | 真愛源起              | 何美華       |
| 2018年 | 台視       | 情·份                 | 小昱         |
| 2019年 | 大愛電視台 | 雨過天青              | 陳月琴(青年) |
| 2019年 | 大愛電視台 | 百歲仁醫              | 黃玫姿       |
| 2019年 | 華視       | 莒光園地-循規「道」矩 | 廖曉薇       |
| 2020年 | 台視       | 生生世世              | 林靜惠       |
| 2020年 | 三立都會台 | 我的青春沒在怕        | 婉萍         |
| 2021年 | 台視       | 一個屋簷下            | 志雲妻       |
| 2022年 | 大愛電視台 | 先生娘                | 陳春金       |
| 2022年 | 台視       | 美麗人生              | 春香         |
| 2023年 | 台視       | 追分成功              | 鍾子芸       |
| 2025年 | 大愛電視台 | 宇宙的源頭就是愛      | 張雅琪       |
| 2025年 | 台視       | 寶島西米樂            | 謝翠玉       |

## 舞台劇作品
- 2015年《傻鵝皮杜尼》飾皮杜尼
- 2015年《好鼻師》飾好鼻師太太
- 2016年《孝子孟竹》飾孟竹
- 2016年-2019年《彼得與狼》飾彼得（主角）
- 2016年-2019年《公主百分百》飾黑魔女（女主角）
- 2016年-2019年《神射手—來自森林的考驗》飾 小美
- 2020年-2021年風潮音樂音樂劇《瑞比與安弟的樹洞狂想》 飾 袋熊媽媽
- 2020年音樂劇 《小鎮派對》飾 妮妮 （主角）
- 2021年音樂劇 《魔幻聖誕》飾 菲菲 （女主角）
- 2022年音樂劇 《書與玫瑰》飾 貝拉 （主角）
- 2023年音樂劇 風潮音樂音樂劇《米卡勇闖魔法夢奇地》 飾 貝蒂

## 廣告作品
- 2019年 拉斯維加斯娛樂城
- 2019年 神來也麻將-條子篇
- 2019年 高雄春節平安燈會廣告
- 2018年 小人國水上樂園廣告
- 2018年 玉山pi拍錢包廣告
- 2018年 Sony Rx數位廣告
- 2018年 華碩廣告
- 2018年 全國電子-被忘記的餐桌
- 2018年 摩斯漢堡-好蛋篇
- 2018年 中國信託-三十而立篇
- 2018年 雅芝春季化妝品節廣告
- 2018年 雅芝秋季化妝品節廣告
- 2018年 高鐵-浪漫臺三線老地方新體驗
- 2018年 愛買廣告
- 2017年 原民台廣告
- 2017年 中保無限家廣告
- 2015年 義大廣告
- 2015年 肯德基廣告
- 2013年 MOMO親子台新年快樂篇
- 2012年 MOMO親子台聖誕快樂篇

## 電視作品
- MV2023三麗鷗《 王老先生有塊地 、Wheels On The Bus 》
- MV2022三麗鷗《 123一起玩 、神奇食物力量大 》
- MV 吳是閎 《 一次又一次again 》
- MV 玖壹壹 《 Fire 火 》
- 中國央視《兒少春晚》
- MOMO親子台《MOMO歡樂谷》
- MOMO親子台《MOMO玩玩樂》
- MOMO親子台《MOMO禮貌小單元》
- MOMO親子台《MOMO一起學跳舞》

## 主持
- 原民會無線愛部落部落愛無限主持人
- 沖繩物展台灣首站官方見面會主持人
- 雲林國際路跑主持人
- Canon新品記者會主持人
- Canon馬拉松賽事直播主持人
- Canon淨灘紀錄片主持人
- 北京玩博會兒童主持人
- 台灣屏東國際身障會兒童主持人
- 苗栗國際煙火節兒童主持人

## 外部連結
- 洪淇C h i （页面存档备份，存于）Facebook粉絲專頁
- 洪淇Chi洪淇Instagram